# Marcela Topor
Marcela Topor (Vaslui, 8 settembre 1976) è una giornalista rumena, moglie di Carles Puigdemont, ex presidente della Generalitat de Catalunya.

## Biografia

### Formazione
Nata a Vaslui nel 1976, si è laureata in anglistica all'Università Alexandru Ioan Cuza a Iași, capoluogo dell'omonimo distretto.

### Carriera
Marcela Topor è la direttrice di Catalonia Today, un giornale in lingua inglese con sede a Gerona. Conduce inoltre Catalan Connection, un programma televisivo basato su interviste in lingua inglese a residenti stranieri in Catalogna, trasmesso sul canale El Punt Avui TV e sul sito internet Catalonia Today.

## Vita privata
Ha conosciuto il suo futuro marito Carles Puigdemont al Festival Internazionale di Teatro Amatoriale di Girona del 1996, dove ha recitato con la compagnia teatrale Ludic.  La coppia si è sposata nel 1998 e ha attualmente due figlie. Marcela Topor parla quattro lingue: spagnolo, inglese, romeno e catalano.